# Severin Blaß
Severin Blaß OSB, Taufname: Maximilian Karl, auch Severin Plass oder Severinus Plass geschrieben (* 10. April 1651 in Salzburg; † 2. Jänner 1705 in Linz) war ein österreichischer Benediktiner, Hochschullehrer und von 1678 bis 1705 Abt des Stifts Lambach.

## Leben
Severin Blaß wurde am 10. April 1651 in Salzburg als Sohn von Otto Maximilian Plaß von Mühlleiten und Maria Susanna Gille (Gÿll) aus Salzburg geboren und am 11. April 1651 auf den Namen Maximilian Karl getauft. Seine Eltern hatten am 1. Juli 1649 in Ischl geheiratet. Die Familie wurde am 8. Mai 1599 in den Adelsstand erhoben. Sein Vater starb bereits am 28. Dezember 1662 in Ischl, die Mutter heiratete am 30. Juni 1665 in Ischl Damian Schuler von Schulberg und übersiedelte mit ihrem Ehemann nach Linz. Am 29. Oktober 1660 trat Maximilian Karl Plass in die Rudimenaklasse des Gymnasiums der Benediktineruniversität Salzburg ein, wo auch sein Onkel, der bekannte Theaterdichter und Benediktiner des Stiftes Michaelbeuern, P. Paris Gille OSB, unterrichtete. Am 6. Januar 1668 wurde Max Karl Blaß im Benediktinerstift Lambach eingekleidet und erhielt den Ordensnamen Severin. Seine Profess legte er am 6. Januar 1669 ab und studierte anschließend an den Universitäten Graz und Salzburg, wo er am 12. November 1669 immatrikulierte. Als Student der Metaphysik und des Kirchenrechts stellte er sich im Jahre 1670 einer Disputation über das Thema „De coelesti et elementari orbe“. Am 15. Oktober 1670 erfolgte die Promotion zum Dr. phil. Am 13. November 1675 feierte er seine Primiz. Anschließend war er Novizenmeister und von 1677 bis zu seiner Abtwahl am 4. November 1678 Professor der Philosophie an der Universität Salzburg. Am 24. Dezember 1678 zum kaiserlichen Rat ernannt, wurde Abt Severin am 1. Mai 1679 vom Passauer Fürstbischof Sebastian Johann Graf von Pötting und Persing (1628–1689) zum Abt benediziert. In den Jahren 1681 bis 1683 fungierte Blaß zudem als Assistent der Benediktinerkonföderation der Salzburger Universität für die österreichische Provinz. Als Förderer der Klosterdisziplin und der Wissenschaften gründete er in Lambach ein Hausstudium für Philosophie und Theologie, obwohl auch weiterhin Kleriker zum Studium nach Salzburg geschickt wurden. Die von Abt Placidus Hieber von Greifenfels erbrachten Bestrebungen der Heiligsprechung des Klosterstifters Adalbero von Wels-Lambach wurden weiter vorangetrieben. Erst unter Abt Johann von Lasser erfolgte im Jahre 1883 die Heiligsprechung des Klosterstifters.
Während der Zeit von Severin Blaß als Abt kam es zu einem Aufschwung des Theaterwesen in Lambach. Des Weiteren erfolgte in den Jahren 1682 bis 1690 der Bau der Loretokapelle des Stifts, sowie der Errichtung der Sakramentskapelle mit dem darüber liegenden Kapitelsaal und von 1690 bis 1699 des Pfortentraktes mit dem großen Bibliothekssaal. Er ließ die alten Befestigungsanlagen niederreißen und im Jahre 1693 vom Tiroler Bildhauer Jakob Auer das Marmorportal errichten. Der Kirchenbau in seinem heutigen Bestand geht vor allem auf die Bautätigkeit von Blaß, seinem Vorgänger Placidus Hieber und seinem Nachfolger Maximilian Pagl zurück. Als Abt ließ er den Stiegenaufgang mit Portal zur Abtei und den Stiegenaufgang von der Abtei zum Kapitelsaalgang errichten. Weiters kam es in seiner Amtszeit zu Restaurierungsarbeiten an der Stiftskirche. Unter der Führung von Abt Severin erfolgte im Jahre 1700 eine Konfraternität mit der Cassinensischen Kongregation, deren Privilegien Lambach daraufhin erhielt. Als Wien von der Pest heimgesucht wurde, schickte Blaß im Jahr 1679 zwei Konventualen als Seelsorger „zum Troste der Kranken“ dorthin. Einer der beiden, P. Placidus Zinner, starb noch im gleichen Jahr, am 3. Dezember, selbst an der Seuche. Unter seine Amtszeit fiel auch der Erhalt des Präsentationsrechts für Stiftskapitulare in die Pfarre Maria-Haid (heute Kleinfrauenheid bei Zemendorf-Stöttera im Burgenland) vom Fürsten Paul I. Esterházy de Galantha.

Abt Severin Blaß starb am 2. Januar 1705 im Alter von 53 Jahren im Lambacher Stiftshaus(Landstraße 28) in Linz, als er sich dort zu Landtagsverhandlungen aufhielt. Er wurde am 4. Januar 1705 in der Stiftskirche Lambach unter einer Platte aus Untersberger Marmor, die sein Nachfolger Abt Maximilian Pagl anfertigen ließ, im Altarraum an der Epistelseite bestattet. Die Inschrift lautet: 

„PAX TECUM VIATOR REQUIESCIT HIC IN PACE SEVERINUS ABBAS LAMBACENSIS CALAMITOSO BELLI TEMPORE MAGNIS PRO PATRIA LABORIBUS FUNCTUS ET DEFUNCTUS A LAUREÂ PHILOSOPHICÂ AD MITRAM VOCATUS MULTA TULIT, FECITQ. DOMUM LAURETANAM MARIANÆ DEVOTIONIS COMPENDIUMA FUNDÔ EREXIT ECCLESIÆ HUIUS MUROS PICTURÂ ET AURO FORES MONASTERŸ ARTIFICIOSO MARMORE ORNAVIT BELLO UNDIQ. INGRAVESCENTEDUM LINCIUM AD CONSILIA ABŸT IBIDEM OBŸT ANNO 1705. 2. IANUARŸ PACEMQUAM MUNDUS NON POTEST DARE IN COELO QUÆSITURUS POSTQUAM VIXIT ABBAS 27. HOMO 54. CUI HOC MARMORE PARENTAVIT MAXIMILIANUS SUCCESSOR.“